# Medeia (Sêneca)

Medeia (Medea) é uma tragédia escrita pelo tragediógrafo e filósofo estoico latino Lúcio Aneu Sêneca e baseada na tragédia homônima de Eurípides.